# ジュスティン・バイロー
- ユスティン・バイロウ

ジュスティン・バイロー（Justin Bijlow，1998年1月22日 - ）は、オランダ・南ホラント州ロッテルダム出身のサッカー選手。フェイエノールト所属。オランダ代表。ポジションはGK。

## クラブ経歴
バイローは、アマチュア部門を経てフェイエノールトのプロ部門のユースに加入。2016年にトップチームに昇格。2017年8月13日のエールディヴィジ・FCトゥウェンテ戦(2-1勝利)で怪我のブラッド・ジョーンズとケネト・フェルメールの代役としてトップチームデビューした。このシーズン、フェルメールが長期離脱したことでバイローは第2GKとしてベンチに座り、シーズン終盤にはリーグ戦の4位が確定したことでスパルタ・ロッテルダム戦、SCヘーレンフェーン戦でフル出場する機会を得ると、ヘーレンフェーン戦ではアルベル・ゼネリのPKを止めるなど、バイローは将来性のあるGKとして高い評価を受けるだけでなく、低調なシーズンだったジョーンズに代わる第1GK候補として頻繁に名前を挙げられる存在となった。
自身も「第1GKを目指す」と公言して臨んだ新シーズンの前の2018年夏のプレシーズン、フェルメールがリハビリ期間中、ジョーンズが2018 FIFAワールドカップ参加で不在だったため、チャンスを得たバイローはトレーニングと練習試合で好印象を残し、最終的にブラッド・ジョーンズが移籍したこともあり、監督ジョバンニ・ファン・ブロンクホルストはヨハン・クライフ・スハール前の会見でバイローが第1GKと認めた。8月4日に行われたPSVとのヨハン・クライフ・スハールではPK戦で2度PKをセーブし、第1GKとして初の公式戦でチームをタイトルに導いている。

## 代表経歴
2021年9月1日、カタールW杯欧州予選のノルウェー代表との試合で代表デビューを果たした。
2022年10月21日、カタールW杯に向けた予備登録メンバーの1人に選ばれた。その後、11月11日に発表された登録メンバーにも無事に選出され、自身初のワールドカップを迎えることになった。本大会はアンドリース・ノペルトが正GKを務めたため、自身の出場は無かった。

## 人物
- フェイエノールト・サポーターの家庭で育ち、本人も熱狂的なサポーターである[5]。

## 代表歴

### 出場大会
- オランダ代表
  - 2022 FIFAワールドカップ

### 試合数
- 国際Aマッチ 8試合 0得点（2021年-）[6]

| オランダ代表 | 国際Aマッチ | 国際Aマッチ |
| 年           | 出場        | 得点        |
| ------------ | ----------- | ----------- |
| 2021         | 6           | 0           |
| 2022         | 0           | 0           |
| 2023         | 2           | 0           |
| 通算         | 8           | 0           |

## タイトル
フェイエノールト
- エールディヴィジ：2016-17, 2022-23
- KNVBカップ：2017-18
- ヨハン・クライフ・スハール：2017, 2018